# Liquorice Car
Liquorice Car, eller Laktritsbil, är ett svenskt rockband, bildat 1988 i Göteborg. De framträdde under olika namn som Anulaibar, Promotor och Liquorice car, innan de i november 1998 släppte albumet Among.those.heroes, med Martin Golebiowski på trummor, mixad av Kasper Hård. Direkt efter att plattan hade släppts påbörjades arbetet med en ny skiva som aldrig har släppts.

## Medlemmar
Nuvarande medlemmar
- Olof Berghe – gitarr, sång  (1988–idag)
- Michael Eriksson – basgitarr (1988–idag)
- Martin Golebiowski – trummor (1994–idag)

Tidigare medlemmar
- Roger Andersen – trummor (1988–1993)

## Diskografi
Studioalbum
- 1998 – Among.those.heroes